# KOBE国際音楽コンクール
KOBE国際音楽コンクール（KOBEこくさいおんがくコンクール）は、神戸市で1996年より毎年1月の成人の日を挟む三連休に開催されている音楽コンクール。
阪神・淡路大震災の復興祈願行事として始まったが、その後東日本大震災、熊本大震災復興祈願の文言も加わった。
開催部門はピアノ、弦楽器、声楽、打楽器、木管楽器、金管楽器の6つ。打楽器部門に関してはマルチパーカッションの自由曲を選べる数少ないコンクールである。